# Obrotnica statków
Obrotnica statków – ograniczony akwen żeglugowy, usytuowany na styku basenów i kanałów portowych lub na torze wodnym, przeznaczony do bezpiecznego wykonywania manewrów statków w celu wejścia do basenów portowych, zmiany kursu lub ustawienia statków w porcie, z zastosowaniem własnych silników albo z pomocą holowników.